# Chaetolopha ornatipennis
Chaetolopha ornatipennis là một loài bướm đêm trong họ Geometridae.